# Hrubieszów (gmina wiejska)
Hrubieszów – gmina wiejska w województwie lubelskim, w powiecie hrubieszowskim. W latach 1975–1998 gmina położona była w województwie zamojskim.
Siedziba gminy to Hrubieszów.
Według danych z 30 czerwca 2004 gminę zamieszkiwało 10 958 osób.

## Struktura powierzchni
Według danych z roku 2002 gmina Hrubieszów ma obszar 259,2 km², w tym:
- użytki rolne: 82%
- użytki leśne: 12%

Gmina stanowi 20,42% powierzchni powiatu.

## Demografia

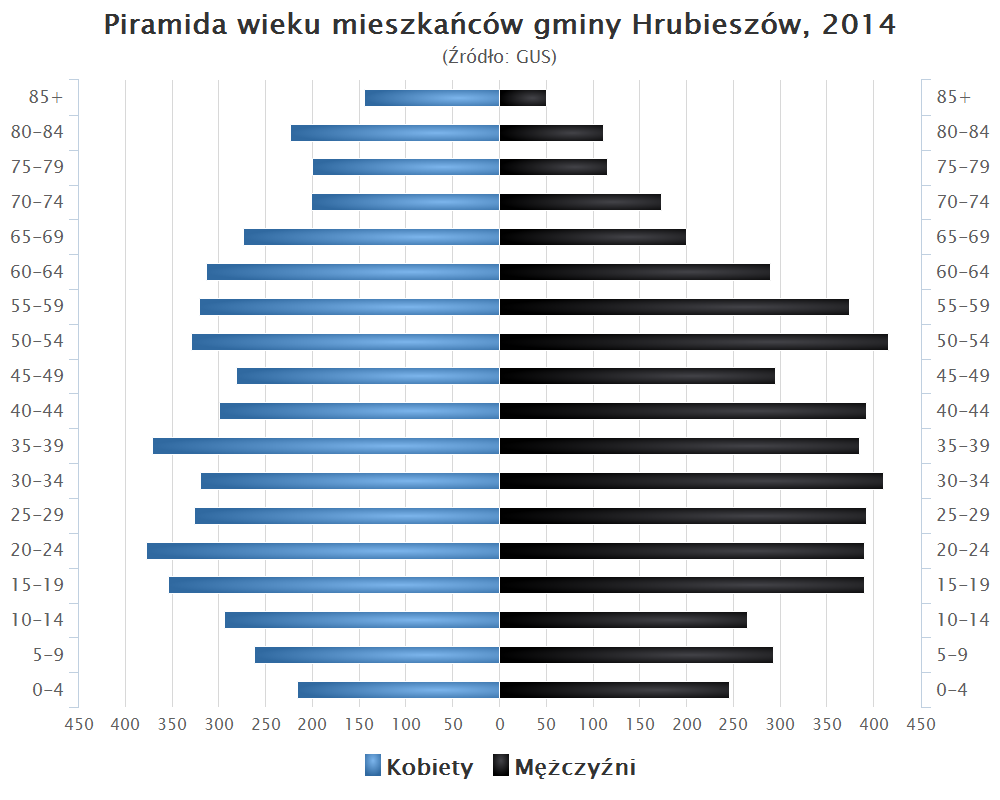
Piramida wieku mieszkańców gminy Hrubieszów w 2014 roku

Dane z 30 czerwca 2004:
| Opis                              | Ogółem | Ogółem | Kobiety | Kobiety | Mężczyźni | Mężczyźni |
| --------------------------------- | ------ | ------ | ------- | ------- | --------- | --------- |
| jednostka                         | osób   | %      | osób    | %       | osób      | %         |
| populacja                         | 10 958 | 100    | 5462    | 49,8    | 5496      | 50,2      |
| gęstość zaludnienia (mieszk./km²) | 42,3   | 42,3   | 21,1    | 21,1    | 21,2      | 21,2      |

## Sołectwa
Annopol, Brodzica, Cichobórz, Czerniczyn, Czortowice, Czumów, Dąbrowa, Dziekanów, Gródek, Husynne, Janki, Kobło, Kosmów, Kozodawy, Kułakowice Pierwsze, Kułakowice Drugie, Kułakowice Trzecie, Łotoszyny, Masłomęcz, Metelin, Mieniany, Moniatycze, Moniatycze-Kolonia, Moroczyn, Nowosiółki, Obrowiec, Stefankowice, Stefankowice-Kolonia, Szpikołosy, Ślipcze, Świerszczów, Teptiuków, Turkołówka, Ubrodowice, Wolica, Wołajowice.
Miejscowością podstawową bez statusu sołectwa są Białoskóry.

## Sąsiednie gminy
Białopole, Horodło, Hrubieszów (miasto), Mircze, Trzeszczany, Uchanie, Werbkowice. Gmina sąsiaduje z Ukrainą.

## Sport
Na terenie gminy Hrubieszów funkcjonuje Gminny Klub Sportowy Huragan Gmina Hrubieszów – amatorski klub piłkarski, założony w 2006 roku, i jest połączeniem klubów: Huraganu Stefankowice, Wulkana Teptiuków i pozostałych drużyn z Gminy Hrubieszów, oraz przybierając za barwy klubowe kolory: biało-niebieskie-żółte. Mecze w roli gospodarza rozgrywa na boisku w Teptiukowie. Obecnie drużyna seniorów gra w grupie zamojskiej klasy okręgowej, a swoje mecze gościnnie rozgrywa na stadionie o pojemności 800 widzów, znajdującym się w Nieledwi.